# Castièro

Castièro, a la Vall d'Aran

Castièro (AFI: [kasˈtjɛɾu]) és un terçó tradicional de la Vall d'Aran, utilitzat com circumscripció territorial per a les eleccions al Conselh Generau d'Aran (Consell General d'Aran). Resultat de la divisió de l'antic terçó de Vielha; el seu territori es correspon amb la part sud del municipi de Vielha e Mijaran: Vielha, Gausac, Casau, Betren, Escunhau i Casarilh.

## Eleccions
Des de la restauració de l'estructura administrativa tradicional de la Vall d'Aran del 1990, elegeix 4 dels 13 Consellers del Conselh Generau d'Aran.